# Villa Carafa di Belvedere

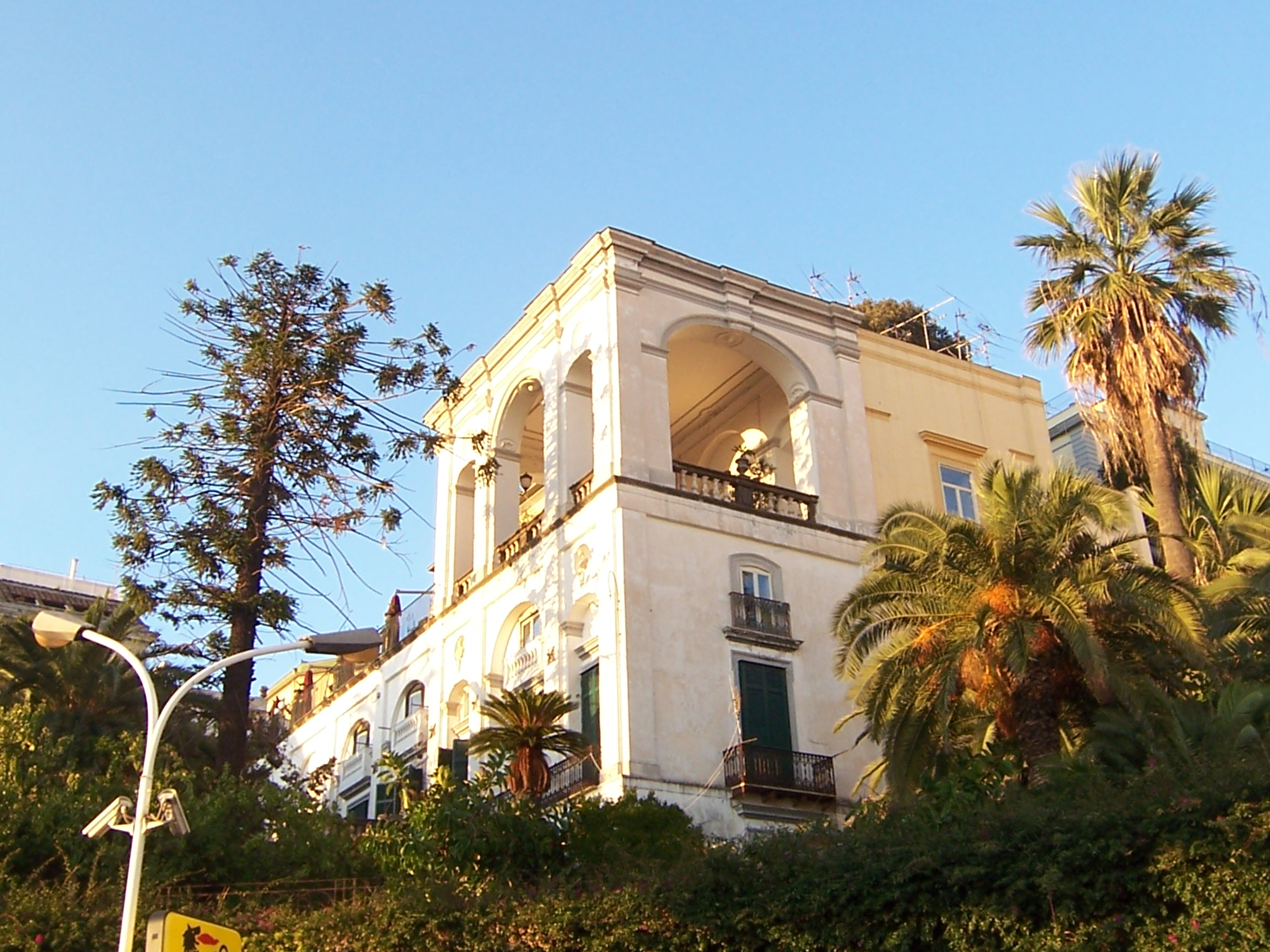
Villa Carafa di Belvedere in Neapel

Die Villa Carafa di Belvedere, auch einfach Villa Belvedere genannt, ist ein Landhaus aus dem 17. Jahrhundert im Viertel Vomero von Neapel in der italienischen Region Kampanien. Sie liegt in der Via Aniello Falcone.

## Geschichte
Das Landhaus wurde als Palazzo „fuori porta“ (dt. vor den Toren (der Stadt)) in der zweiten Hälfte des 17. Jahrhunderts am Westhang der Vomera-Hügels (heute Via Belvedere) erbaut. Auftraggeber war der wohlhabende Kaufmann und flämische Bankier Ferdinando van den Eynde, der den Titel eines Markgrafen von Castelnuovo erhielt und mit der adligen Olimpia Piccolomini, Nichte des Kardinals Celio Piccolomini, verheiratet war. Vorher stand an dieser Stelle ein altes Lustschloss, das den Altomares gehört hatte; auf dessen Resten wurde das neue Landhaus erbaut.
Der holländische Adlige hatte, nachdem er – wie viele andere reiche Kaufleute aus Mitteleuropa – Neapel als Wohnort für sich und sein Klientel gewählt hatte, Fra Bonaventura Presti, einen Laienkartäusermönch mit dem Umbau zahlreicher Patrizierhäuser in der Stadt (darunter auch den Palazzo Zevallos in Stigliano) beauftragt. Die Villa Belvedere war vermutlich der einzige Bau, der vollständig von dem Laienbruder aus Bologna realisiert wurde, der in Neapel als „Kartäuseringenieur seiner Eminenz“, des Kardinals Ascanio Filomarino, wirkte.

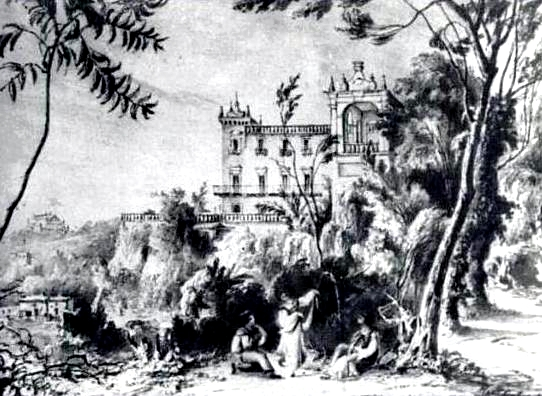
Die Villa Carafa di Belvedere auf einer alten Briefmarke

Der Palast des Herrn Van den Eynde wurde somit zwischen 1671 und 1673 nach den Plänen von Fra Bonaventura Presti realisiert. Das am Ende einer langen Allee mit Eingang an der Via del Vomero (Via Belvedere) liegende Haus hat zwei Stockwerke und einen polygonalen Grundriss mit einem Hof, der auf drei Seiten geschlossen und mit einer Loggia auf der Westseite, zum Hügel von Posillipo hin, offen ist. Das Projekt basiert im Wesentlichen auf der Perspektive und ist stark von den Ausblicken auf die umliegende Landschaft beeinflusst: Im Süden auf den Golf von Neapel und im Westen auf Posillipo.
Der Palazzo Vandeneynde wurde 1688 zur Villa Carafa di Belvedere, als Elisabetta, die Tochter des Markgrafen Van den Eynde, der 1674 an Schwindsucht gestorben war, Carlo Carafa, IV. Prinz von Belvedere, heiratete.
Die Carafas wandelten sie in eine grandiose Residenz mit Loggien, geöffnet zum Panorama über den Golf von Neapel, um. Entlang der Allee, die, wie bereits erwähnt, den Zugang zur Villa vermittelt, wurden die Wagenremisen und Stallungen angeordnet und im 18. Jahrhundert ein eleganter Marmorbrunnen aufgestellt (heute versetzt auf den Damm der Panoramaterrasse).

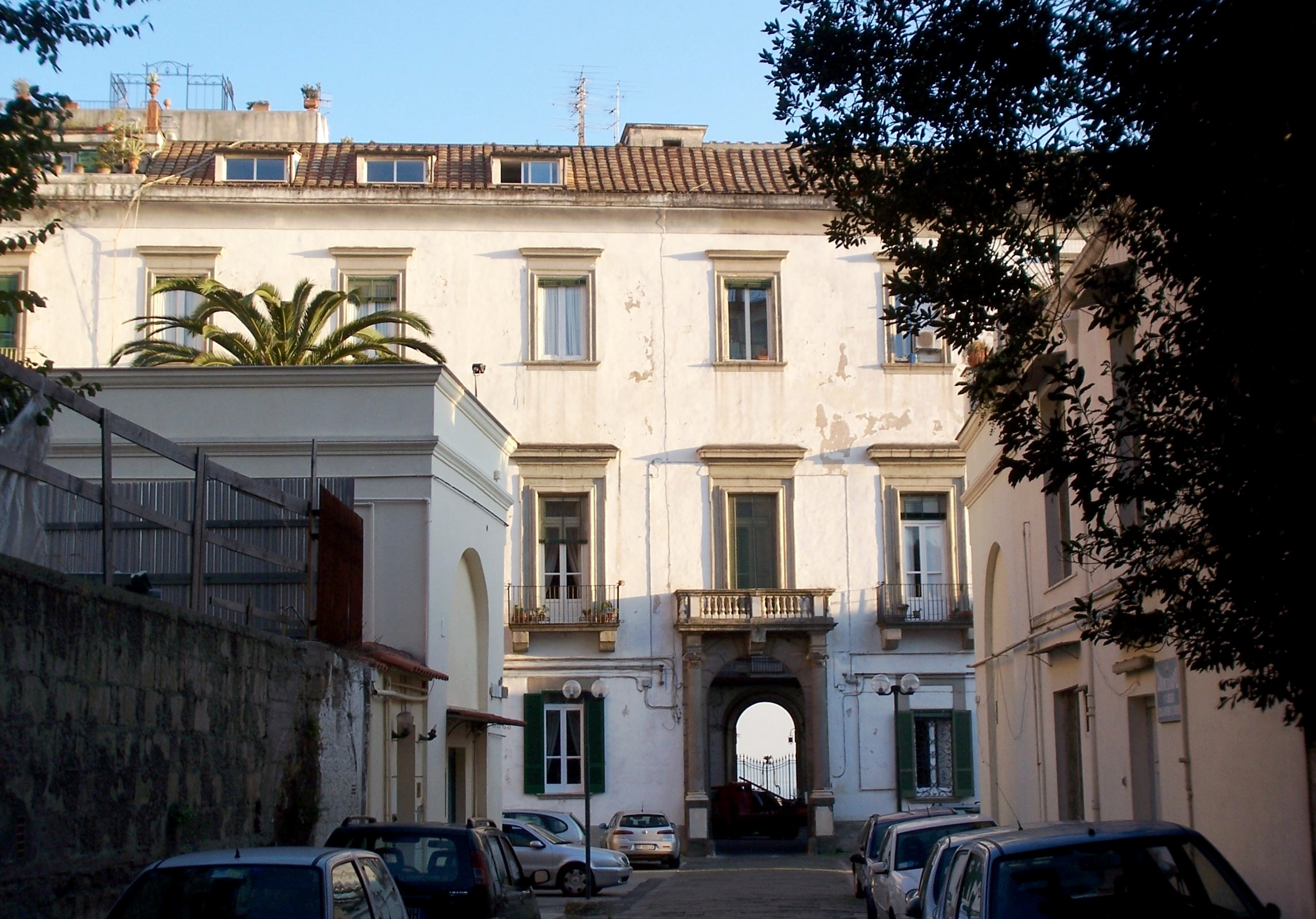
Hof der Villa Belvedere

Der für den radikalen Umbau des Gebäudes notwendige Tuffstein wurde aus dem Teil des Hügels unterhalb der großen Terrasse geschlagen, sodass man Grotten erhielt, die später als Keller für die Aufbewahrung von Wein und Fleisch genutzt wurden. Dorthin gelangt man über eine Treppe in Form eines Brunnens (heute noch existent).
Das Landhaus war häufig von der guten Gesellschaft Neapels und selbst von den Bourbonen besucht. Während der Sommeraufenthalte der Königin Maria Karolina, der Gattin von Ferdinand IV. von Bourbon, wurden großartige Feste organisiert, die große Menschenmengen anzogen. In den Monaten Mai und Oktober war die Villa öffentlich zugänglich. Donnerstags und sonntags konnte man Konzerten beiwohnen, und später auch den äußerst beliebten Fahrgeschäften und Turnieren.
Während der Vorherrschaft der Franzosen nahm die Popularität des Landhauses nicht ab: Es war einer der bevorzugten Orte von Joachim Murat.
In den Räumen der Repräsentationswohnung im ersten Obergeschoss sind nur wenige der alten Sammlungen von Gemälden und Skulpturen erhalten. Aber die Gewölbedecken und Wände vieler Säle zeigen noch Fresken aus dem 17. und 18. Jahrhundert. Von großer Bedeutung sind vor allen Dingen die Fresken, die Luca Giordano 1672 in zwei der Hauptsäle schuf.

## Beschreibung und heutiger Erhaltungszustand

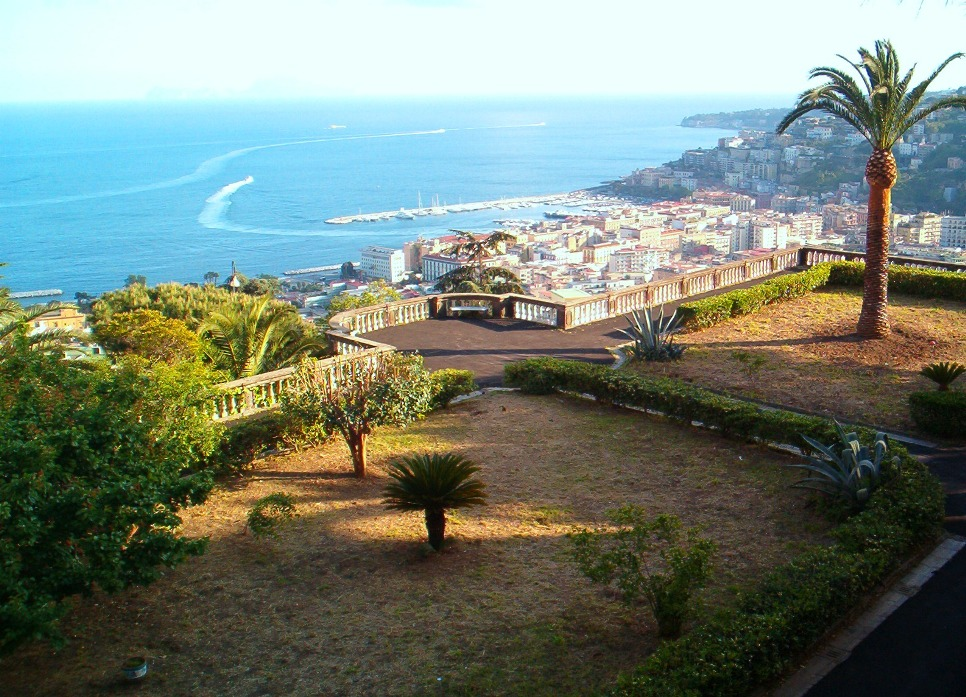
Panoramaterrasse der Villa Belvedere

Die Architektur des Landhauses, wie sie sich heute zeigt, ist also das Resultat von etwa fünf Jahrhunderten aufeinanderfolgender Stile, je nach Geschmack, Wohnmodell und kreativer Vorstellung, sowohl der Architekten als auch der beteiligten Auftraggeber.
Das Studium dieses Gebäudes bietet die Möglichkeit, auch heute noch die ursprünglichen Elemente zu erkennen, sowie die Veränderungen und Erweiterungen aus dem 18. Jahrhundert. Letztere haben zweifellos die Idee von der Beziehung zur Natur stark hervorgehoben, die die Basis der ersten Eingriffe war und die trotzdem die jüngeren Eingriffe überlebt hat.
Die Villa Belvedere zeigt somit als nicht nur seltenes, sondern sogar einziges Beispiel, die ältere Geschichte des Viertels. Gerade um dieses Gebäude herum hat sich das alte „Villaggio del Vomero“ entwickelt und über die Jahrhunderte waren die Reisenden zahlreich, die fasziniert waren und sie sogar in Zeichnungen und Skizzen verewigten. Ursprünglich war sie dafür konzipiert, sich der umgebenden Natur zu öffnen, ist aber heute eng von Gebäuden eingeschlossen, die sie ihrer Grünflächen beraubt haben, aber sie öffnet sich wie ehedem zum glänzenden Golf von Neapel hin.

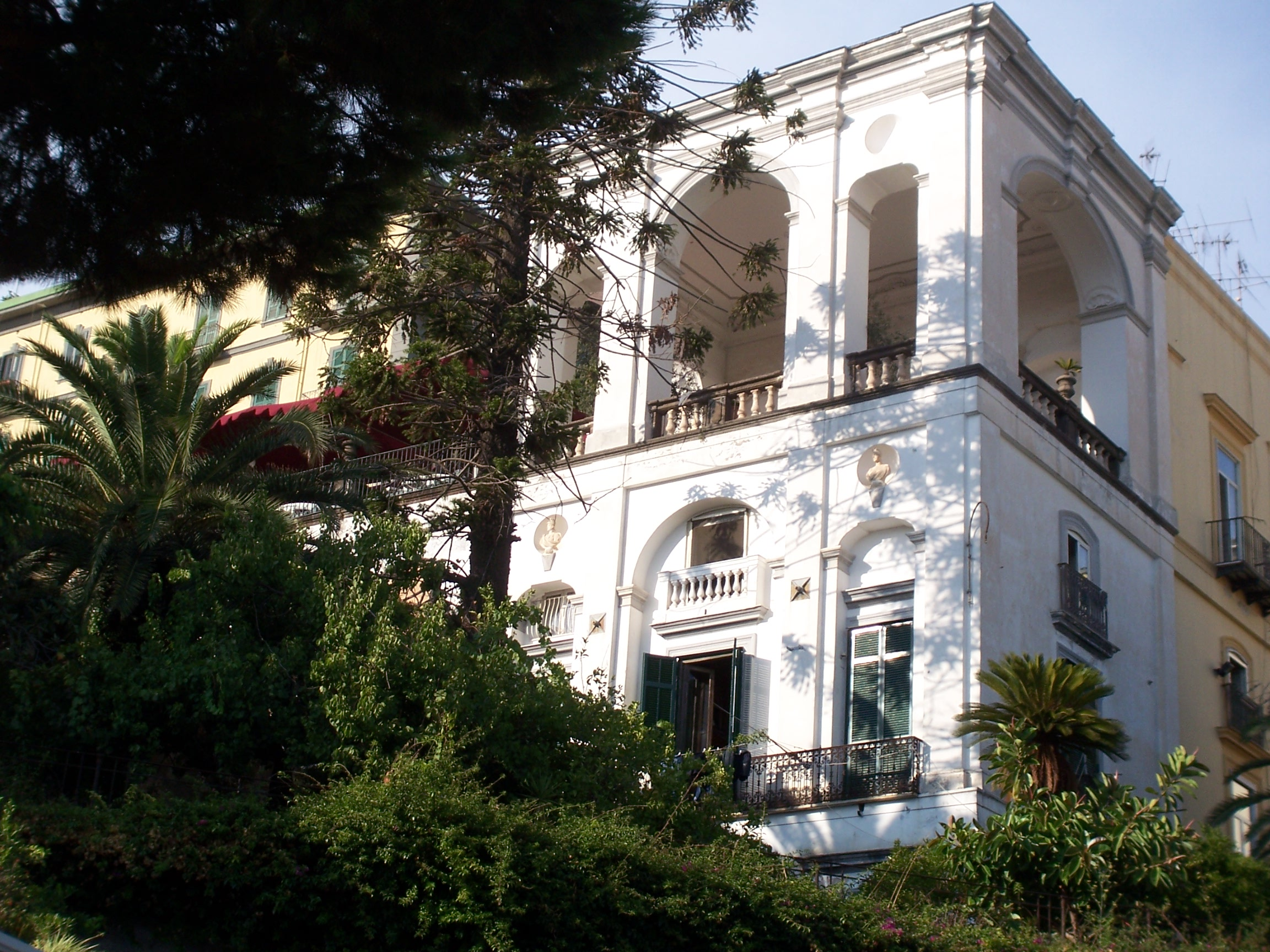
Terrasse der Villa Belvedere

Wenn man die Landkarte des Duca di Noja aus dem Jahr 1775 mit der Ansicht von Petrini von 1698 vergleicht, kann man die Umbauten erkennen, die die Verwandlung des Palazzo Vandeneynden zur Villa Carafa di Belvedere ausmachen. Man sieht den Umbau des gesamten Gebäudes, beginnend am Eingang an der Via del Vomero, wo eine Exedra genau vor dem alten Eingangsportal aus Piperno geschaffen wurde, die die Zufahrt für Kutschen einfacher macht.
Die vorher bereits existierende Allee führt zu einer Vorhalle, die einen halbelliptischen Hof vor der Nordfassade des Palastes einschließt. Die Loggia ist mit dem ersten Obergeschoss verbunden und fungiert als Übergangselement zwischen der Allee und dem Zugang zum Palast, ohne die Perspektivachse zu unterbrechen, die vom Eingang aus durch das gesamte Gebäude und die Gartenterrasse verläuft. Der Garten, der ringsum durch eine Balustrade aus Piperno mit Marmorsäulen begrenzt wird, ist auf der Ostseite durch eine lange Vorhalle eingefriedet, die mit Glasfenstern geschlossen ist und als Gewächshaus dient. Die Räume im Obergeschoss wurden so durch große, ebene Terrassen an der Nord- und der Südfassade auf das Panorama ausgerichtet.

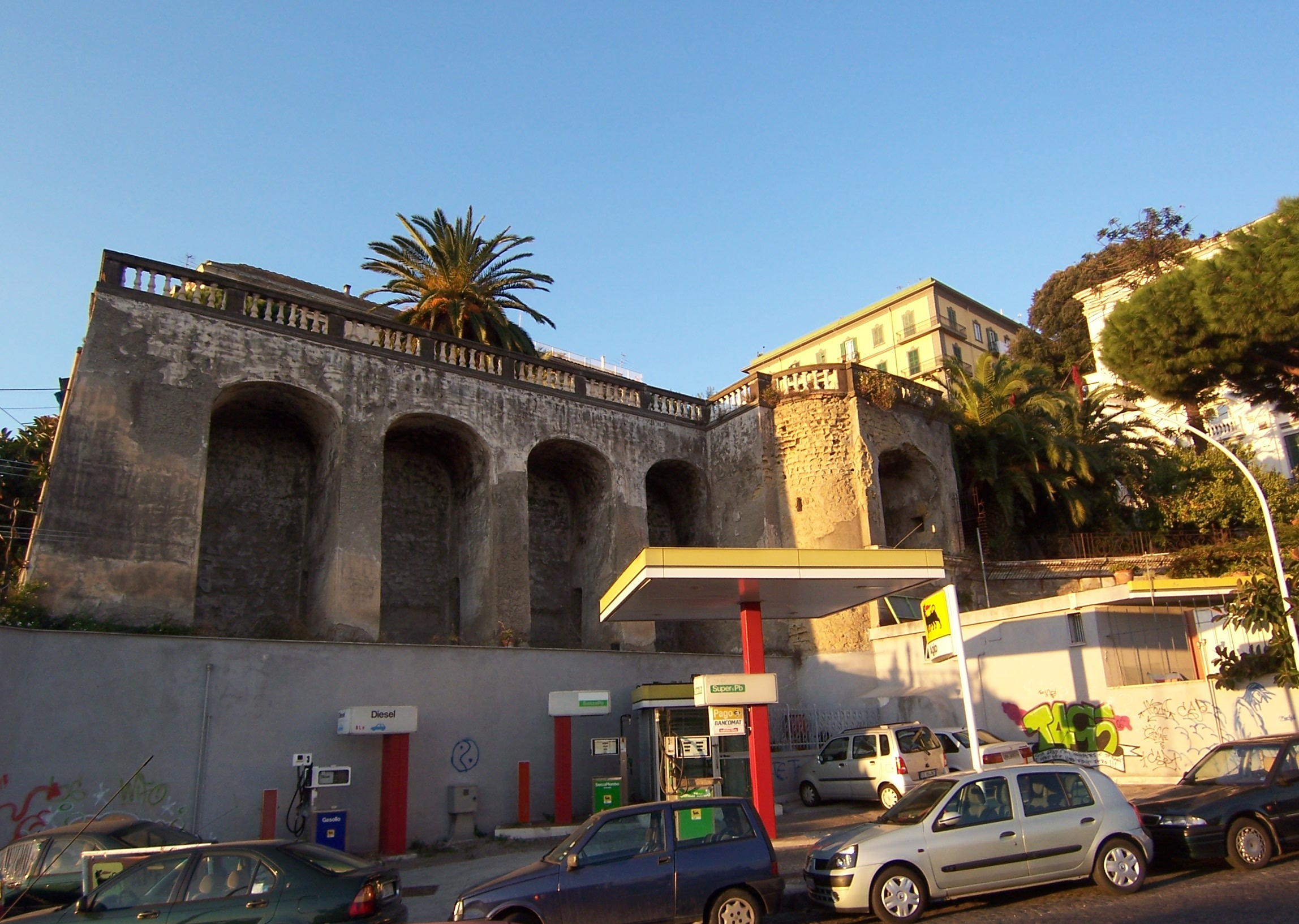
Panoramaterrasse der Villa Belvedere von unten

Vom Glanz der Villa Belvedere, der seinen höchsten Stand Ende des 18. Jahrhunderts mit dem Sommeraufenthalt der Königin Maria Karolina erreichte, findet man zahlreiche Zeugnisse auch in den Veduten der Stadt Neapel aus dem 18. Jahrhundert. Das Landhaus wurde geradezu das Symbol für den Vomera-Hügel und die ausländischen Maler und Gravierer bildeten sie als charakteristisches Element ab.
Die ab dem Ende des 19. Jahrhunderts begonnenen Umbauten beinhalten zum geringeren Teil neue Räumlichkeiten. Prinzipiell wurde damit begonnen, die, die vorher als offene, aber überdachte Verbindungsräume im Übergangsbereich zwischen Natur und Gebäude konzipiert wurden, zu schließen und für Wohnzwecke zu nutzen.
Als aber die zur Verfügung stehenden Räume in dieser Weise „aufgebraucht“ waren, begann eine Reihe von Eingriffen, die im Laufe der Zeit durchgeführt wurden, um rechtzeitig auf spezifische Bedürfnisse zu reagieren. So wurde ein Gebäudekomplex geschaffen, der durch Veränderungen gekennzeichnet ist, die für eine Verschlechterung überwiegend architektonischer Natur typisch ist.
Darüber hinaus begann die Villa Belvedere, die mit allen Folgen ein Wohnblock geworden war, mit Beginn des 20. Jahrhunderts nicht mehr eine der wenigen Bauten auf dem Hügel zu sein.
Die unaufhaltbare Ausbreitung von Gebäuden entzog dem Landhaus seinen Charakter eines Paradieses der Genüsse, umgeben von Grünflächen, und im Laufe der Jahre entstanden an Stelle der Bäume Gebäude unterschiedlichster Größe und Art, wie auch der gesamte Park zunehmend parzelliert wurde. Neue Zufahrten zur Villa wurden entlang der ‚‚Via Aniello Falcone‘‘ eröffnet, wobei die durch die Bauten eingesparten „Zwischenräume“ ausgenutzt wurden.
Auch heute noch korrespondiert die Villa mit bühnenreifen Ausblick über den Golf, obwohl sie grundlegend umgebaut worden ist, und stellt ein starkes und wieder lebendiges Zeichen des ehemaligen Vomero dar.